# Lütgenhof
Lütgenhof ist ein Ortsteil der Stadt Dassow im Landkreis Nordwestmecklenburg in Mecklenburg-Vorpommern. Die Eingemeindung nach Dassow erfolgte am 1. Juli 1950. 

## Geografie und Verkehrsanbindung
Lütgenhof liegt südlich der Kernstadt Dassow. Nördlich des Ortes verläuft die B 105, westlich fließt die Stepenitz und erstreckt sich das 154 ha große Naturschutzgebiet Uferzone Dassower See, das den 784 ha großen Dassower See in seinem gesamten Umfang umschließt. Westlich und südlich liegt das 501 ha große Naturschutzgebiet Stepenitz- und Maurine-Niederung.

## Sehenswürdigkeiten
In der Liste der Baudenkmale in Dassow ist für Lütgenhof ein Baudenkmal aufgeführt:
- das Gutshaus mit gärtnerisch gestaltetem Umfeld (Ulmenweg)